# أوراسكوم للتنمية مصر

شعار الشركة

أوراسكوم للتنمية مصر، هي شركة مساهمة مصرية تابعة لشركة أوراسكوم القابضة للتنمية، وكانت تسمى سابقا أوراسكوم للمشروعات والتنمية السياحية، هي شركة عقارية وسياحية مصرية تتبع مجموعة أوراسكوم. تنشط الشركة أساسا في تنمية المناطق السياحية الجديدة. من أبرز المشاريع التي أنجزتها محطتي الجونة ومرتفعات طابا على البحر الأحمر. لها أيضا مشاريع في عدة دول أخرى أهمها في الإمارات، المغرب، سلطنة عمان والأردن. استحوذت سنة 2004 على أوراسكوم هولدنج للفنادق. بلغت إيراداتها سنة 2006 963 مليون جنيه مصري. رئيسها سميح ساويرس الذي تملك عائلته 67.47% من رأسمال الشركة. مدرجة منذ سنة 1998 في بورصة القاهرة والإسكندرية.

## وصلات خارجية
- أوراسكوم للفنادق والتنمية